# Drago giapponese

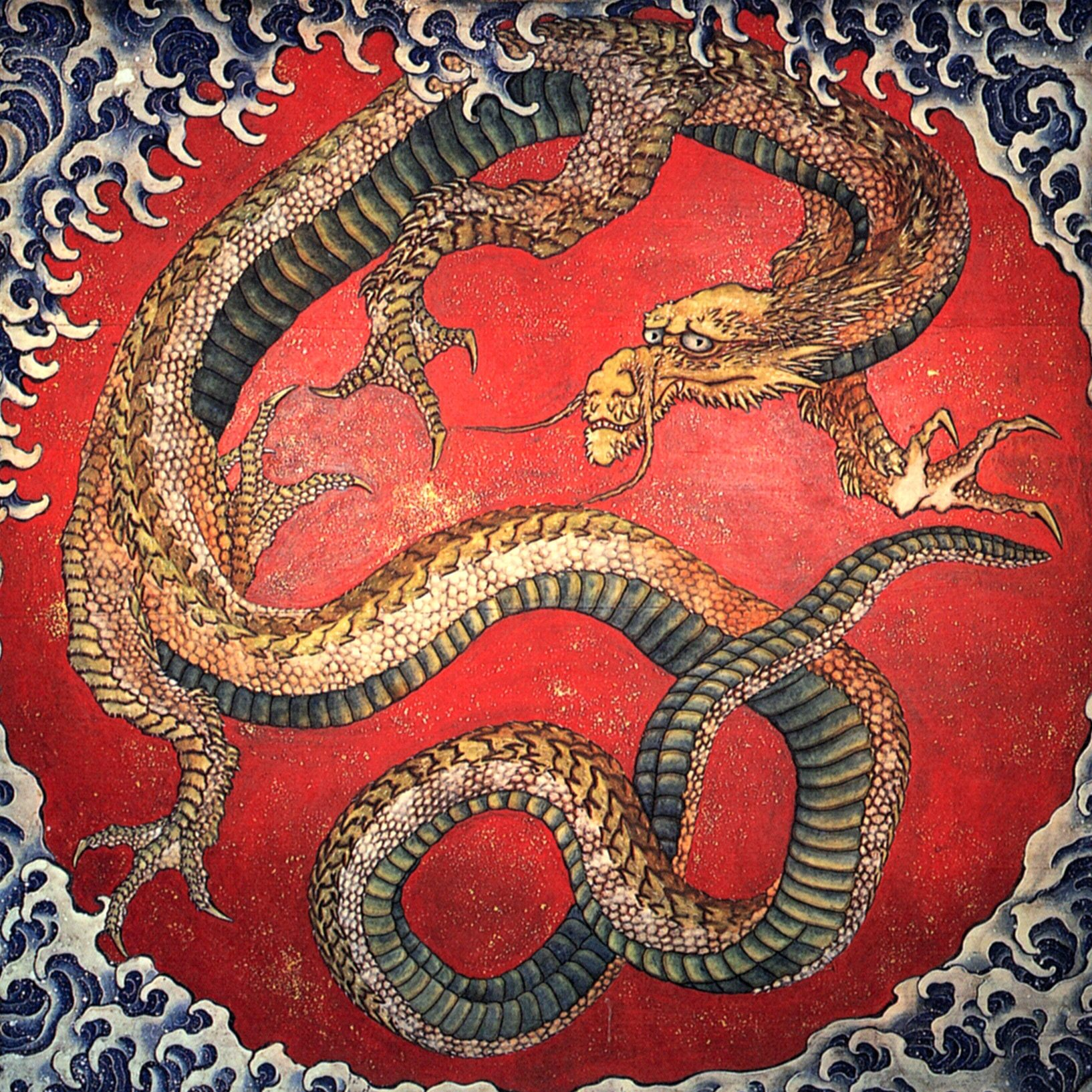
Drago giapponese, di Hokusai.

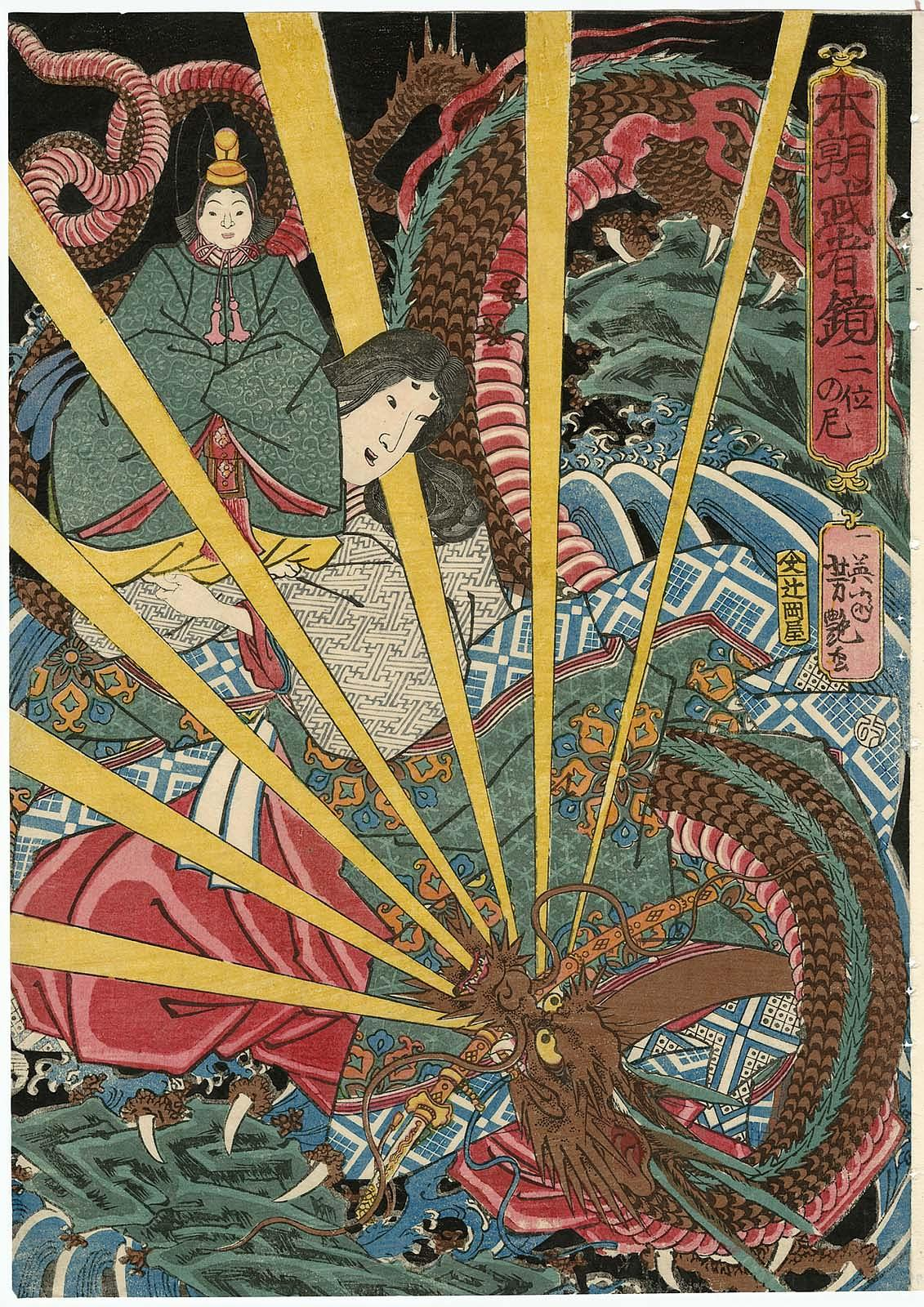
La nonna dell'imperatore Antoku lo salva da un drago, di Yoshitsuya Ichieisai.

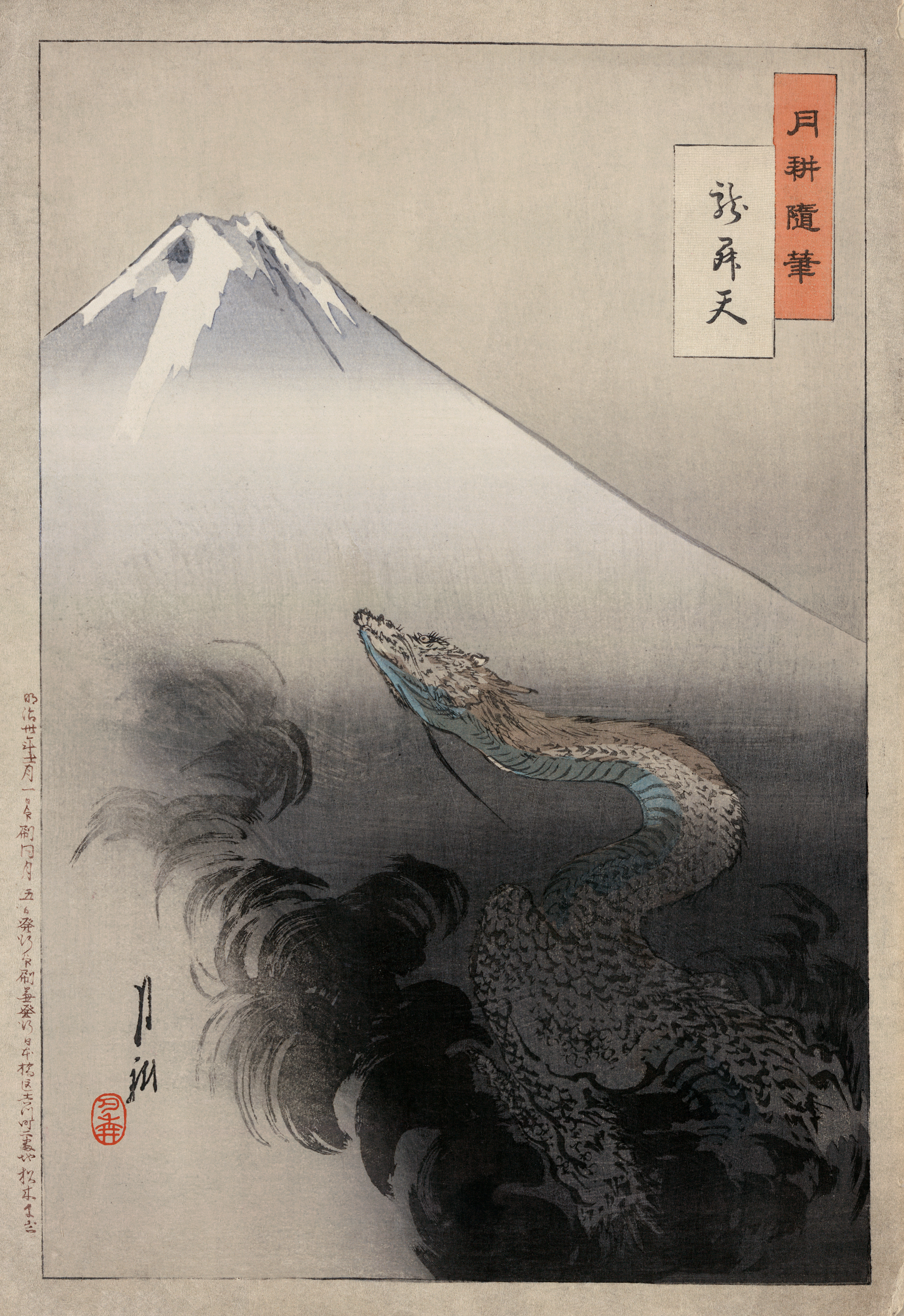
Un drago sale verso il cielo con il Fuji sullo sfondo in questa stampa ukiyo-e del 1897, tratto dalle Vedute del Monte Fuji di Ogata Gekkō.

I draghi giapponesi (日本の竜?, Nihon no ryū) sono creature leggendarie della mitologia e del folklore nipponici.
I miti relativi a questi esseri nascono dalla fusione delle leggende locali con storie importate da Cina, Corea e India, tanto che ad esempio lo stile in cui questo drago è ritratto risulta fortemente influenzato da quello cinese. Come altri draghi delle culture asiatiche, la maggior parte di quelli giapponesi sono divinità dell'acqua, associate, probabilmente per la tradizione animista del folklore, alle precipitazioni e ai corsi d'acqua. Sono tipicamente rappresentati come grandi creature serpentine senza ali ma con lunghi artigli.
Nella lingua giapponese moderna ci sono molteplici termini per designare la parola "drago", tra cui i più usati sono l'autoctono tatsu, dall'antica forma ta-tu; il prestito cinese ryū o ryō (竜) dal cinese (龍) lóng; nāga (ナーガ) dal sanscrito nāga, oppure ancora doragon (ドラゴン) dall'inglese dragon (quest'ultimo vocabolo viene usato perlopiù in riferimento al drago europeo ed alle creature da esso derivate). A volte il dragone è rappresentato con una perla o pietra preziosa, che è la manifestazione della sua anima.

## Draghi giapponesi indigeni
Il testo del 680 d.C. Kojiki, e il testo del 720 d.C. Nihongi, contengono i primi riferimenti testuali giapponesi ai draghi. «Negli annali più antichi i draghi sono menzionati in vari modi», spiega de Visser, «ma principalmente come divinità d'acqua, a forma di serpente o drago». Il Kojiki e il Nihongi menzionano diversi draghi antichi:
- Yamata no Orochi (八 岐 大蛇, "Serpente gigante a 8 rami") era un drago con 8 teste e 8 code ucciso dal dio del vento e del mare Susanoo, che scoprì la Kusanagi-no-Tsurugi (la leggendaria spada delle Insegne Imperiali del Giappone) in una delle sue code.
- Watatsumi (海神, "dio del mare") o Ryūjin (龍神, "dio drago") era il governatore di mari e oceani e descritto come un drago capace di trasformarsi in forma umana. Viveva nel sottomarino Ryūgū-jō (龍宮, "castello del luogo dei draghi"), dove custodiva i gioielli della marea magici.
- Toyotama-hime (豊 玉 姫, "Luminosa Perla Principessa") era la figlia di Ryūjin. Presumibilmente era un'antenata dell'imperatore Jinmu, il leggendario primo imperatore del Giappone.
- Wani (鰐) era un mostro marino tradotto sia come "squalo" che come "coccodrillo". Kuma-wani (熊 鰐, "orso - cioè gigante o forte - squalo/coccodrillo") sono menzionati in due antiche leggende. Uno dice che il dio del mare Kotoshiro-nushi-no-kami si trasformò in un "kuma-wani a otto braccia" e generò Toyotama-hime, l'altro dice che un kuma-wani pilotò le navi dell'imperatore Chūai e della sua imperatrice Jingū.
- Mizuchi (蛟 o 虯) era un dragone del fiume e divinità dell'acqua. Il Nihongi registra il leggendario imperatore Nintoku che offre sacrifici umani a mizuchi irritato dai suoi progetti di ingegneria fluviale.

I miti sull'imperatore Jimmu che discendono da Toyatama-hime testimoniano il folklore che gli imperatori giapponesi discendono dai draghi. Può essere comparato all'antica tradizione cinese del drago che simboleggia l'imperatore della Cina.
I draghi del folklore giapponese successivo furono influenzati dai miti cinesi e indiani.
- Kiyohime (清 姫, "Principessa della purezza") era una cameriera da tè che si innamorò di un giovane sacerdote buddista. Dopo essere stata respinta, studiò la magia, si trasformò in un drago e lo uccise.
- Nure-onna (濡 女, "Donna bagnata") era un drago con la testa di una donna e il corpo di un serpente. Di solito veniva vista mentre si lavava i capelli su una riva del fiume e qualche volta uccideva gli umani quando veniva infastidita.
- Zennyo Ryūō (善 如 龍王, "il re dei draghi simile a un dio") era un dio della pioggia raffigurato come un drago con un serpente in testa o come un essere umano con la coda di un serpente. Nella fiaba La borsa di riso del mio Signore, il "re dragone" Ryūō del Lago Biwa chiede all'eroe Tawara Tōda (田原 藤太) di uccidere un centopiedi gigante.
- Urashima Tarō salvò una tartaruga che lo portò a Ryūgū-jō e si trasformò nell'attraente figlia del dio dell'oceano Ryūjin.
- Inari, il dio della fertilità e dell'agricoltura, a volte veniva raffigurato come un drago o un serpente al posto di una volpe.

## Draghi sino-giapponesi
La mitologia del dragone cinese è particolarmente rilevante per i draghi giapponesi. Le parole giapponesi per "drago" sono scritte con il kanji shinjitai semplificato 竜 o kyūjitai tradizionale 龍 dal cinese 龍. Questi kanji possono essere letti tatsu in kun'yomi e ryū o ryō in on’yomi.
Molti nomi di draghi giapponesi sono prestiti dal cinese. Ad esempio, le controparti giapponesi dei quattro Si Ling sono:
- Seiryū = Qinglong (青龍, "Drago Azzurro");
- Suzaku = Zhuque (朱雀, "Uccello Vermiglio");
- Byakko = Baihu (白虎, "Tigre Bianca");
- Genbu = Xuanwu (玄武, "Tartaruga Nera").

I giapponesi Shiryū (四竜, "4 draghi [re]") sono i leggendari Longwang (龍王, "Re dragoni") cinesi che governano i quattro mari.
- Gōkō < Aoguang (敖廣, "Re Dragone del Mare dell'Est");
- Gōkin < Aoqin (敖欽, "Re Dragone del Mare del Sud");
- Gōjin < Aorun (敖閏, "Re Dragone del Mare dell'Ovest");
- Gōjun < Aoshun (敖順, "Re Dragone del Mare del Nord").

Alcuni autori distinguono i ryū giapponesi e i draghi long cinesi per il numero di artigli in piedi. «In Giappone», scrive Gould, «è invariabilmente raffigurato come possessore di tre artigli, mentre in Cina ne ha quattro o cinque, in base al fatto che sia un emblema ordinario o imperiale».
Durante la seconda guerra mondiale, i militari giapponesi nominarono molti armamenti come i draghi cinesi. Il Kōryū (蛟竜) = jiaolong (蛟龍, "drago delle inondazioni") era un sommergibile tascabile e lo Shinryū (神竜) = shenlong (神龍, "drago dello spirito") era un velivolo kamikaze a razzo. Una divisione dell'esercito imperiale giapponese, la 56a divisione, fu nominata in codice Divisione del Drago. Per coincidenza, la Divisione del Drago è stata annientata nella città cinese di Longling (龍陵), il cui nome significa "Tomba del drago".

## Draghi indo-giapponesi
Quando i monaci buddisti provenienti da altre parti dell'Asia portarono la loro fede in Giappone, trasmisero leggende di draghi e serpenti dalla mitologia buddista e indù. Gli esempi più notevoli sono il nāga (ナーガ o 龍, "Nāga, divinità della pioggia, protettore del Buddhismo") e il nāgarāja (ナーガラージャ o 龍王 "Nāgaraja; re serpente; re drago"). De Visser nota che molte leggende dei nāga giapponesi hanno caratteristiche cinesi. Questo è abbastanza chiaro, perché è stato tramite la Cina che tutti i racconti indiani sono arrivati in Giappone. Inoltre, molti dragoni originariamente giapponesi, a cui venivano applicate le leggende cinesi, venivano in seguito identificati con il nāga, cosicché il risultato fu un miscuglio di idee. "Ad esempio, il palazzo sottomarino dove si suppone vivano i re dei nāga si chiama giapponese ryūgū (龍宮, "luogo del drago") dal longgong (龍宮) cinese. Questo luogo è confrontabile con ryūgū-jō 龍宮 城 "castello del luogo del drago", che era la residenza sottomarina del dio del mare Ryūjin. Le leggende giapponesi sui gioielli delle maree del dio del mare, che controllavano il flusso e riflusso delle maree, hanno paralleli in leggende indiane sul nayoi-ju (如意珠, "del nāga" cintamani; gioielli che soddisfano i desideri").
Alcuni esempi aggiuntivi di draghi giapponesi buddhisti sono:
- Hachidai ryūō (八大龍王, "8 grandi re dei draghi") riuniti per ascoltare il Buddha esposto nel Sutra del Loto, e sono un motivo artistico comune.
- Mucharinda (ムチャリンダ, "Mucalinda") era il re Nāga che proteggeva il Buddha quando raggiunse il bodhi, ed è spesso rappresentato come un cobra gigante
- Benzaiten (弁才天) è il nome giapponese della dea Saraswati, che uccise un serpente o drago Vritra a 3 teste nel Rigveda. Secondo Enoshima Engi, Benzaiten creò l'isola di Enoshima nel 552 a.C. per contrastare un drago a 5 teste che stava molestando la gente.
- Kuzuryū (九頭龍, "Drago a 9 teste"), derivante dal re Naga a più teste (シェーシャ o 舍沙 "Shesha"), è adorato nel Santuario Togakushi nella Prefettura di Nagano.

## Templi dei draghi
Il culto del drago è tradizionalmente associato ai templi buddisti. I miti sui draghi che vivono in stagni e laghi vicino ai templi sono molto diffusi. De Visser elenca leggende per Shitennō-ji ad Osaka, Tempio Gogen a Hakone, Kanagawa, e il santuario sul monte Haku dove il Genpei Jōsuiki registra che un sacerdote Zen che vide un drago a 9 teste trasformarsi nella dea Kannon. Al giorno d'oggi, il santuario dei draghi del lago Saiko a Fujiyoshida, Yamanashi ha un festival annuale con fuochi d'artificio.
I nomi dei templi, come i toponimi giapponesi, coinvolgono spesso i draghi. Per esempio, la setta Rinzai ha Tenryū-ji (天龍寺, "Tempio del Drago Celeste"), Ryūtaku-ji (龍 沢, "Tempio della Palude del Drago"), Ryōan-ji (竜 安 寺, "Tempio del Palazzo del Drago"). In accordo alla leggenda, quando il tempio buddista Hōkō-ji (法興) o Asuka-dera (飛鳥寺) fu consacrato a Nara nel 596, «una nuvola viola discese dal cielo e coprì la pagoda e la sala del Buddha, poi la nuvola divenne di cinque colori e assunse la forma di un drago o fenice».
La Kinryū-no-Mai ("Danza del Drago d'oro") è una danza del drago annuale giapponese eseguita a Sensō-ji, un tempio buddista ad Asakusa. I danzatori del drago ballano e girano all'interno del tempio e all'esterno per le strade. Secondo la leggenda, il tempio Sensō fu fondato nel 628 dopo che due pescatori trovarono una statua d'oro di Kannon nel fiume Sumida, durante la quale i draghi d'oro presumibilmente salirono al cielo. La danza del drago d'oro è stata inventata per celebrare la ricostruzione della sala principale del tempio nel 1958 e viene eseguita due volte l'anno.

## Galleria d'immagini

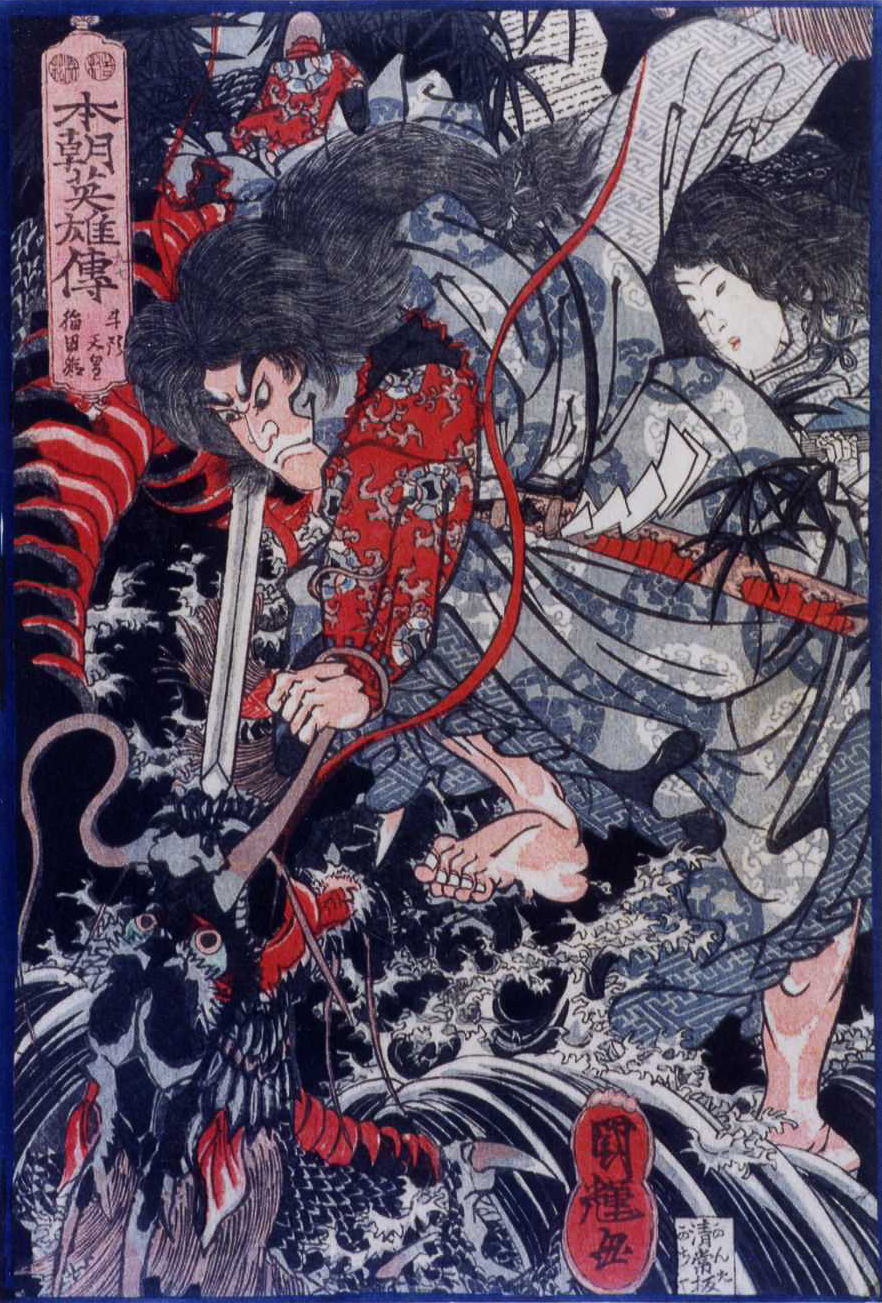
Susanoo uccide Yamata no Orochi, di Kuniteru
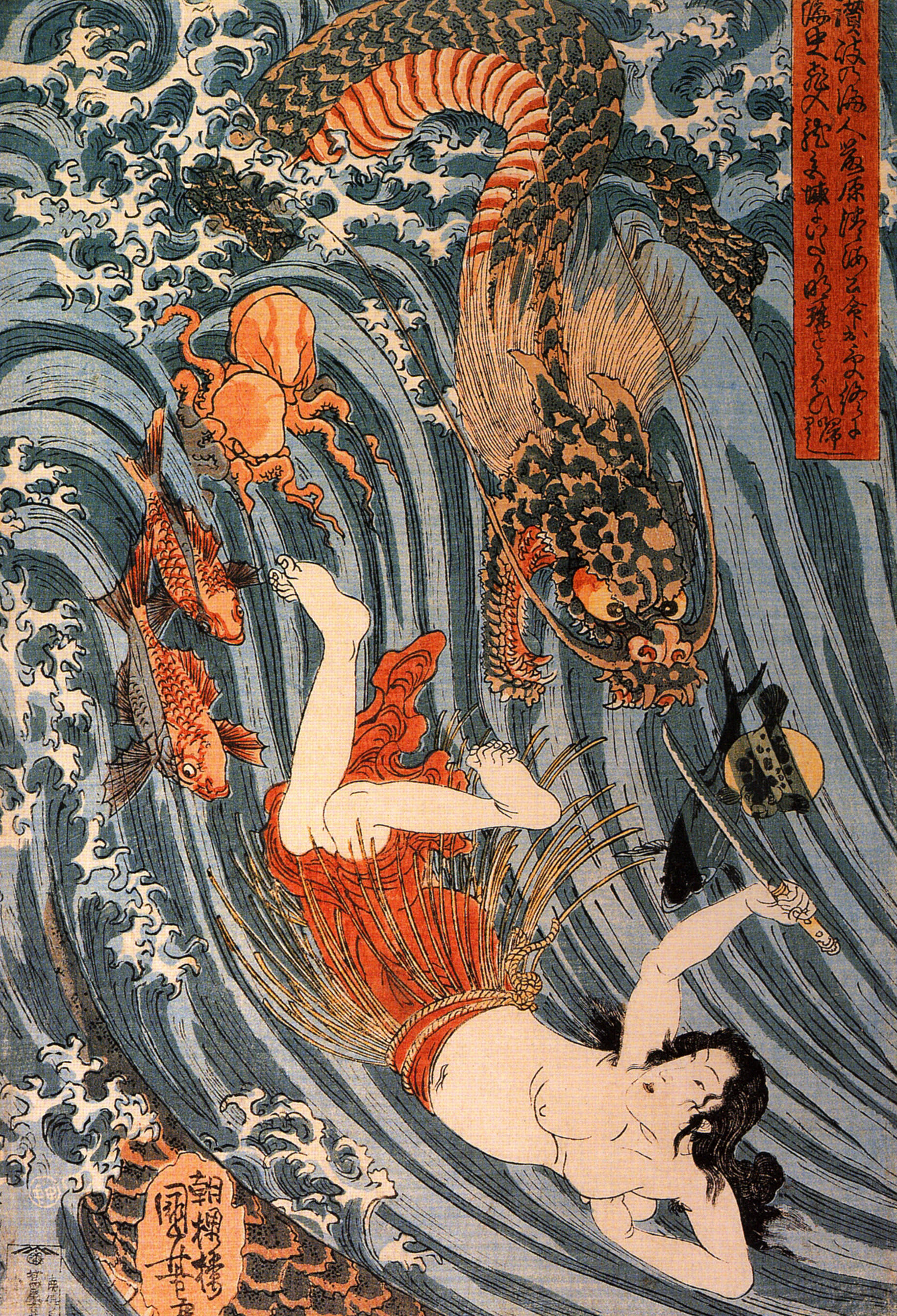
La pescatrice ama principessa Tamatori ruba il gioiello del Re Drago, di Utagawa Kuniyoshi
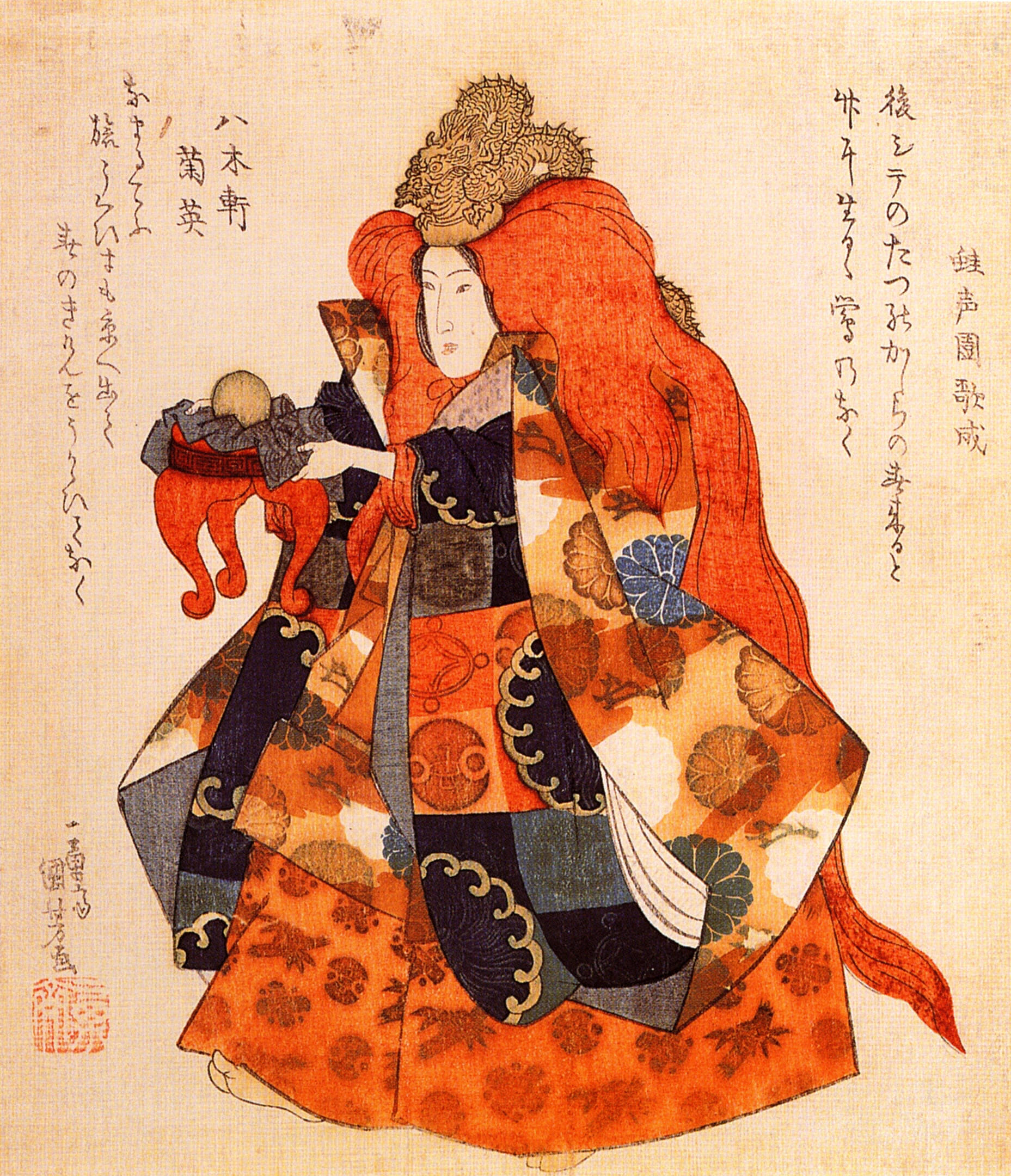
La figlia del re Drago, di Utagawa Kuniyoshi
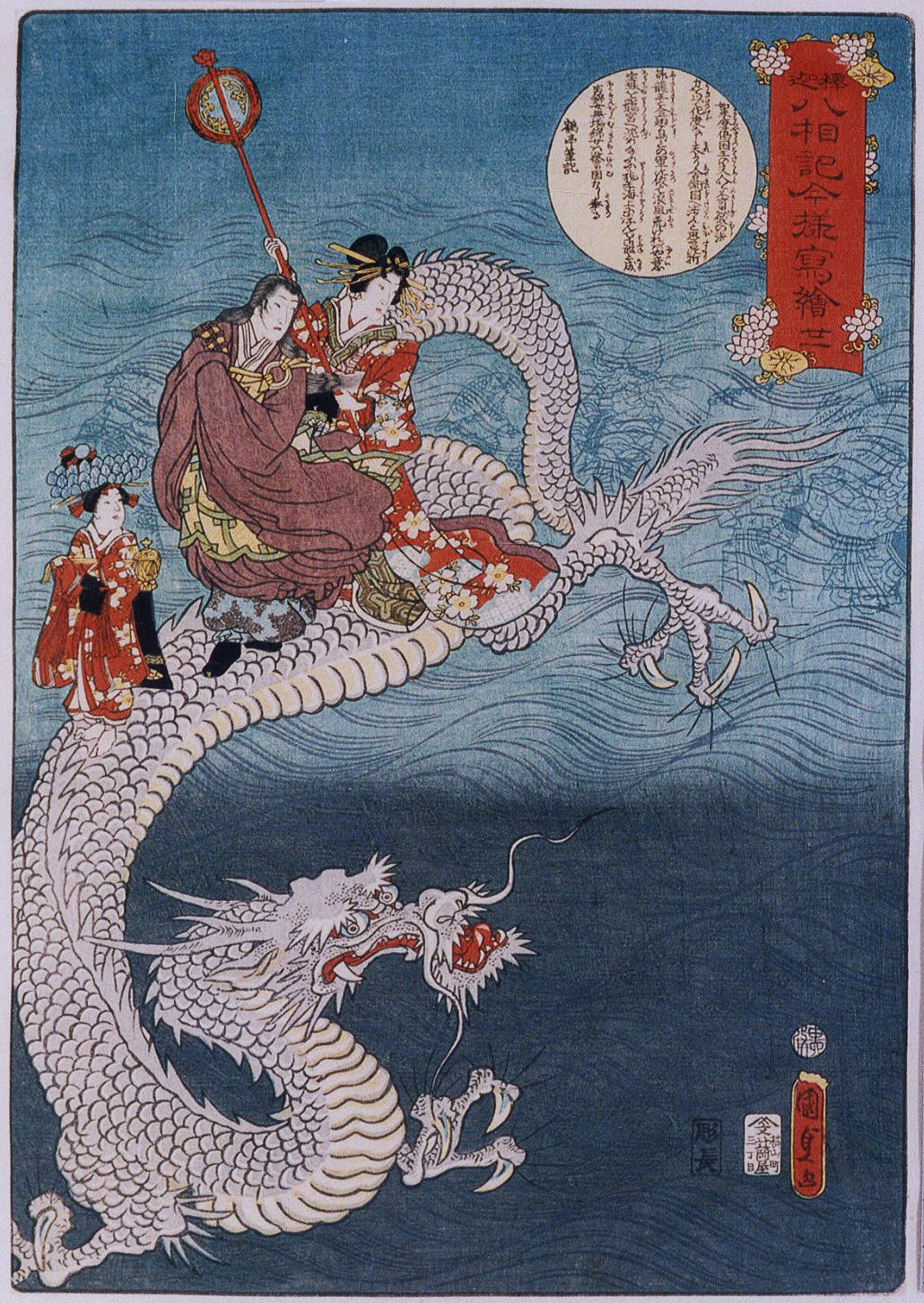
Il Buddha cavalca un drago del mare, di Kunisada
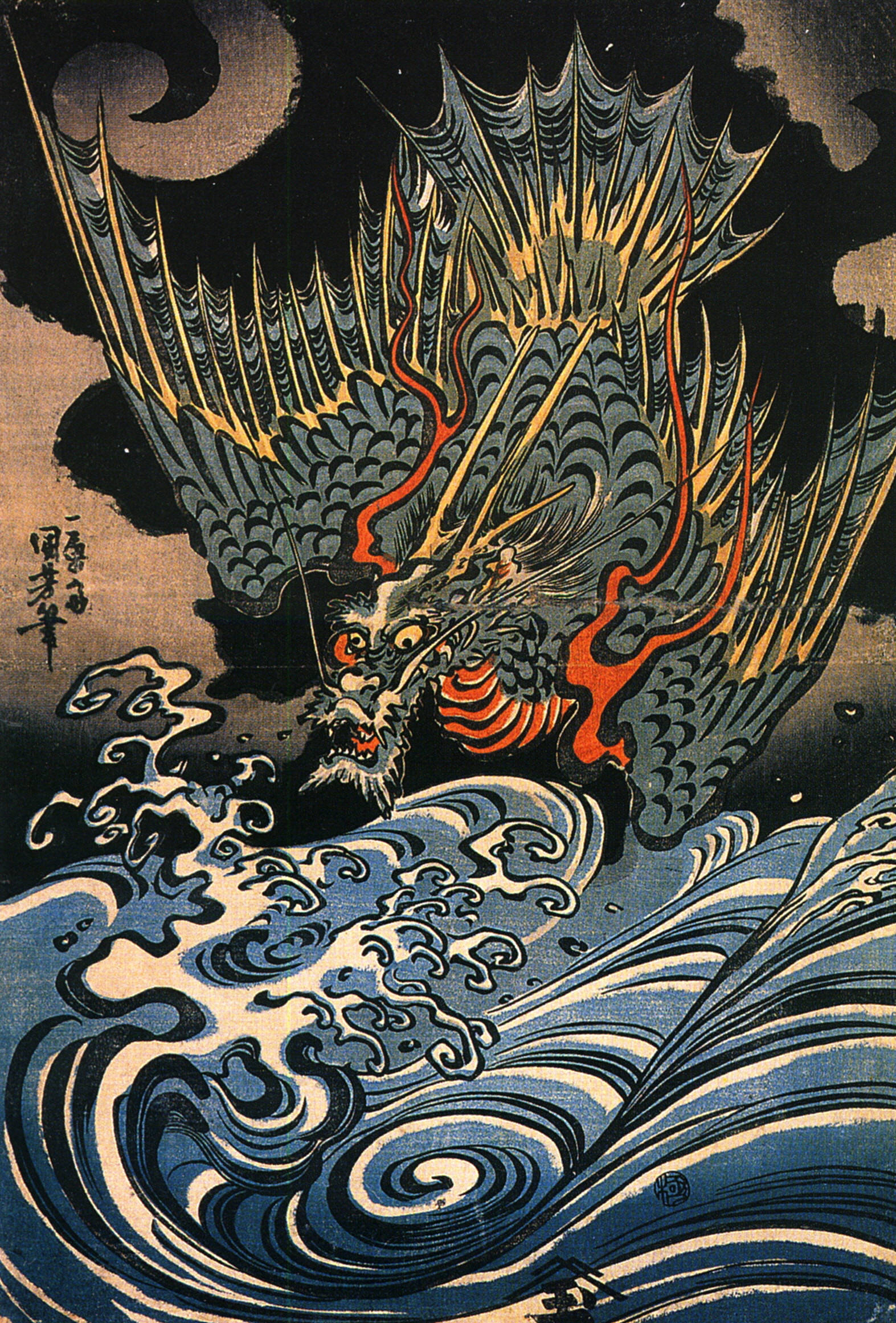
Drago del mare, di Utagawa Kuniyoshi
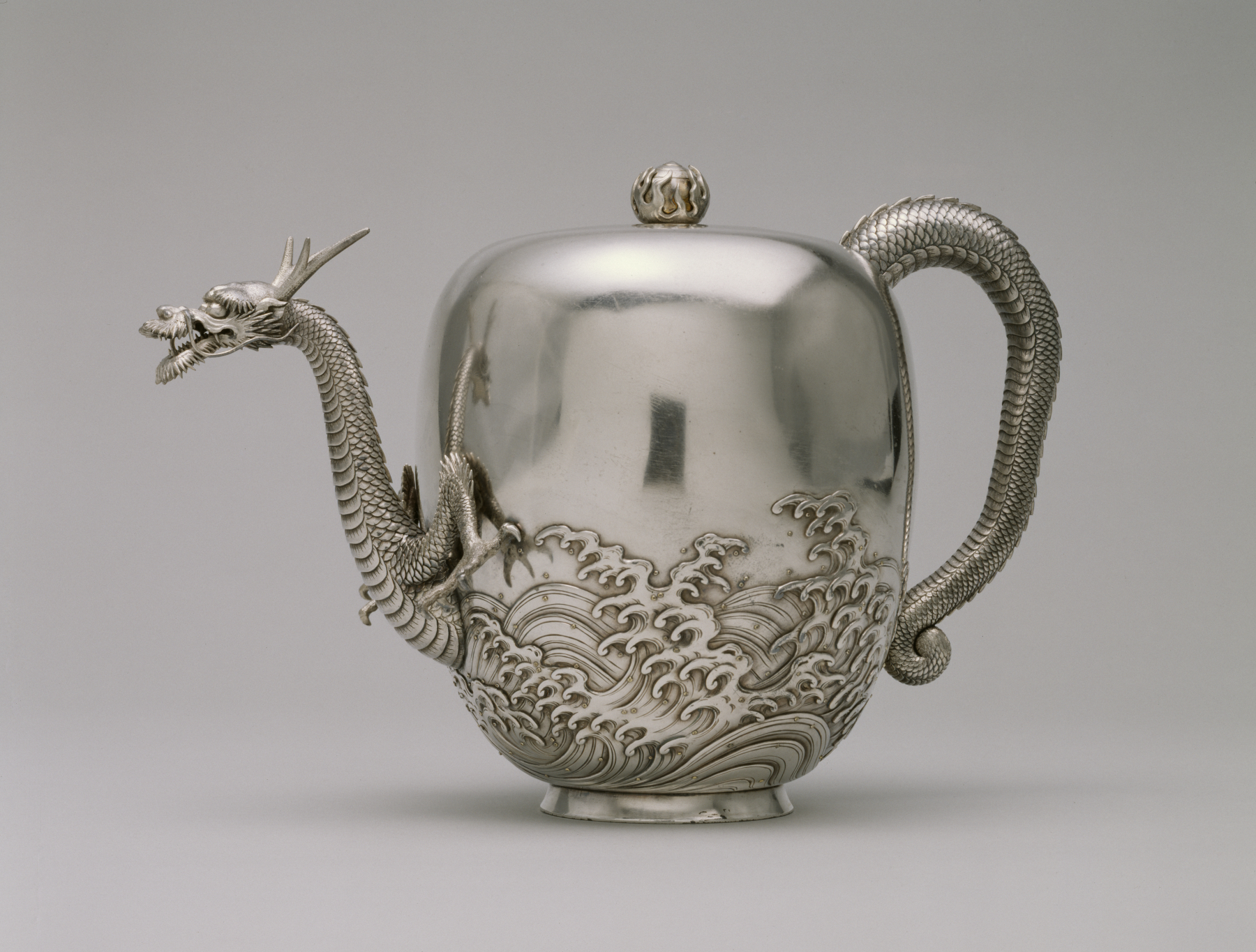
Teiera del drago, Walters Art Museum

## Santuari del drago

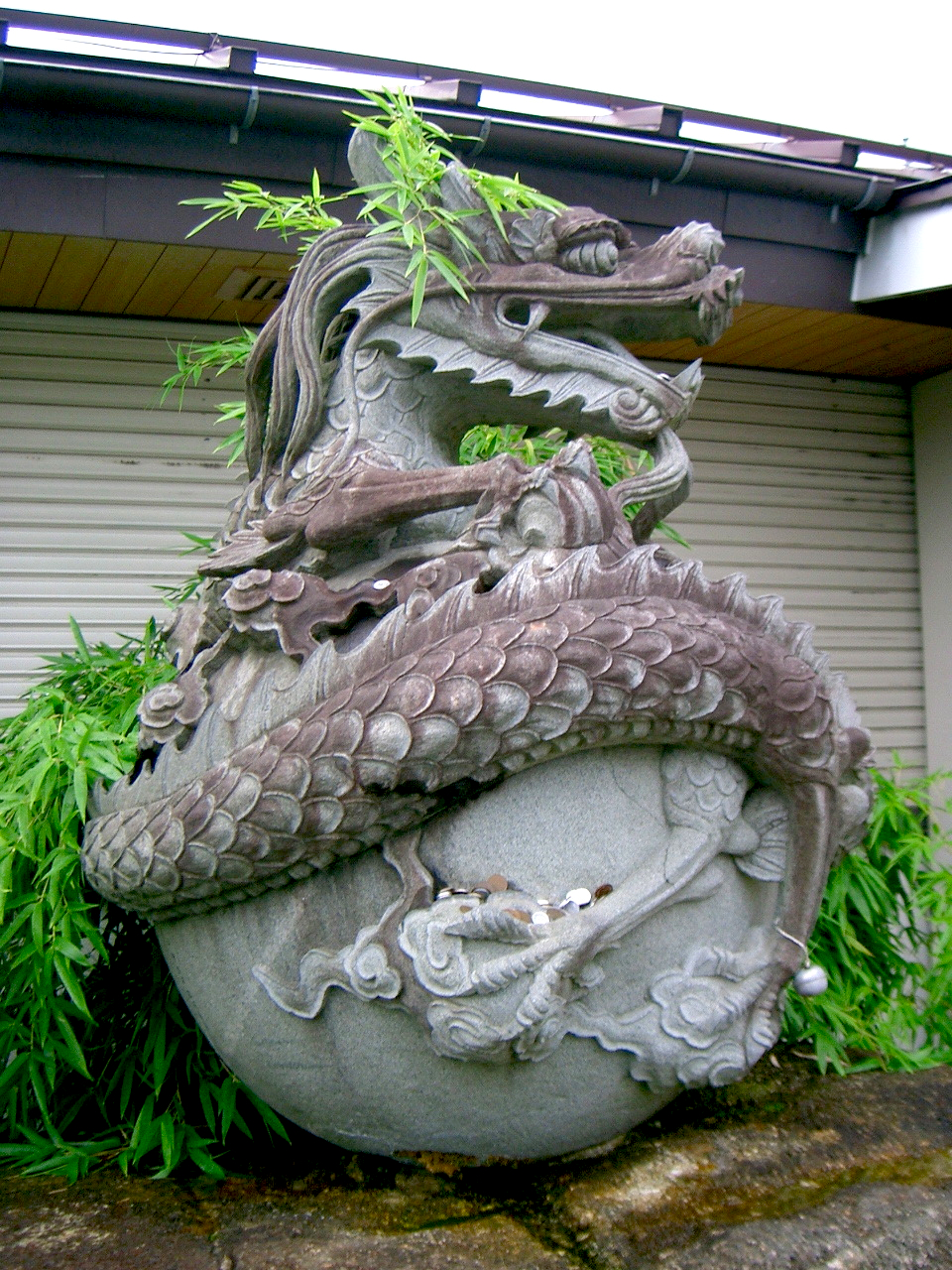
Santuario del Drago giapponese a Fujiyoshida.

I draghi giapponesi sono associati ai santuari shintoisti e ai templi buddisti.
Il santuario di Itsukushima a Miyajima o Isola di Itsukushima nel Mar del Giappone era considerato la dimora della figlia del dio del mare Ryūjin. Secondo il Gukanshō e lo Heike monogatari, il drago marino autorizzò l'imperatore Antoku ad ascendere al trono perché suo padre Taira no Kiyomori offrì preghiere a Itsukushima e lo dichiarò il suo santuario ancestrale. Quando Antoku affogò se stesso dopo essere stato sconfitto nella battaglia di Dan-no-ura del 1185, perse la spada imperiale di Kusanagi (che leggendariamente veniva dalla coda del drago Yamata no Orochi) di nuovo in mare. In un'altra versione, i sommozzatori hanno trovato la spada e si dice che sia conservata nel Santuario di Atsuta. Il grande terremoto del 1185 fu attribuito agli spiriti vendicativi di Heike, in particolare i poteri del drago di Antoku.
Ryūjin shinkō (竜神信仰, "fede nel dio drago") è una forma di credenza religiosa shintoista che adora draghi come kami dell'acqua. È collegato ai rituali agricoli, alle preghiere della pioggia e al successo del pescatore.

## Draghi nella moderna cultura giapponese
- L'aeronautica militare dell'esercito imperiale giapponese ha dato ad alcuni dei propri aerei nomi legati al drago, ad esempio il caccia a due motori Kawasaki Ki-45 si chiamava Toryu (Ammazzadraghi), il bombardiere Mitsubishi Ki-67 si chiamava Hiryu (Drago Volante) e il bombardiere Nakajima Ki-49 si chiamava Donryu (Drago della Tempesta).
- La Marina imperiale giapponese e in seguito la Forza di autodifesa marittima giapponese hanno nominato alcune delle loro navi come i draghi. Esempi degni di nota sono le portaerei Hiryu e Sōryū della seconda guerra mondiale e i moderni sottomarini della classe Sōryū.
- Il drago è una figura popolare nell'arte della Yakuza.
- Manda, il personaggio del film kaiju che appare nei film prodotti da Toho, è raffigurato come un drago giapponese.